# 张祁斌
张祁斌（1953年11月—），河北深县人。中国人民解放军少将。
曾任炮兵第8师参谋长、师长，2001年12月，任解放军第26集团军副军长。2003年7月-12月，任海军北海舰队副参谋长，003年7月晋升为少将军衔。2010年5月任济南军区副参谋长。因涉嫌严重违纪，2014年8月军委纪委对其立案调查，2014年11月移送军事司法机关。